# Linyphia melanoprocta
Linyphia melanoprocta là một loài nhện trong họ Linyphiidae.
Loài này thuộc chi Linyphia. Linyphia melanoprocta được Cândido Firmino de Mello-Leitão miêu tả năm 1944.